# Henryk Bronowicki
Henryk Tadeusz Bronowicki (ur. 9 lutego 1948 w Kozłowie) – polski inżynier lotniczy, lotnik cywilny, instruktor, pilot doświadczalny, pilot liniowy. 

## Życiorys
Syn Antoniego i Józefy z domu Trela, urodził się 9 lutego 1948 roku w miejscowości Kozłów. W roku 1959 wraz z rodzicami przeprowadził się do Mielca i tam zaczęła się jego lotnicza kariera. Jeszcze w szkole podstawowej zaczął zajmować się modelarstwem. W 1966 roku został przyjęty do Aeroklubu Mieleckiego i rozpoczął szkolenie szybowcowe. Po zdaniu matury w Technikum Mechanicznym w roku 1967 rozpoczął pracę w WSK PZL-Mielec w kontroli technicznej na wydziale półmontażu samolotów. W roku 1968 uzyskał licencję pilota szybowcowego oraz wykonał na szybowcu Mucha Standard przelot docelowy 320 km zdobywając diament do Złotej Odznaki Szybowcowej. Specjalizował się w akrobacji szybowcowej (szybowiec IS-4 Jastrząb Bis oraz SZD-21B Kobuz -3). Latanie na szybowcach zakończył w 1969 roku poświęcając się całkowicie lataniu na samolotach. Na dziewięciu typach szybowców wykonał 292 loty w czasie 190 godz. W 1968 roku na lotnisku w Krośnie odbył szkolenie samolotowe na samolocie LWD Junak-3 uzyskując licencję pilota samolotowego turystycznego, systematycznie i szybko podnosząc swoje kwalifikacje lotnicze. W roku 1970 po wykonaniu  prawie tysiąca lotów uzyskał licencję pilota samolotowego zawodowego. Mając wówczas 22 lata był najmłodszym w kraju pilotem z takimi uprawnieniami. Rok później zdobył uprawnienia instruktorskie II klasy. Jako instruktor szkolił w ramach Lotniczego Przysposobienia Wojskowego na samolotach TS-8 Bies kandydatów do Wyższej Szkoły Lotniczej w Dęblinie. Miał wówczas 23 lata i był najmłodszym instruktorem samolotowym w Polsce.

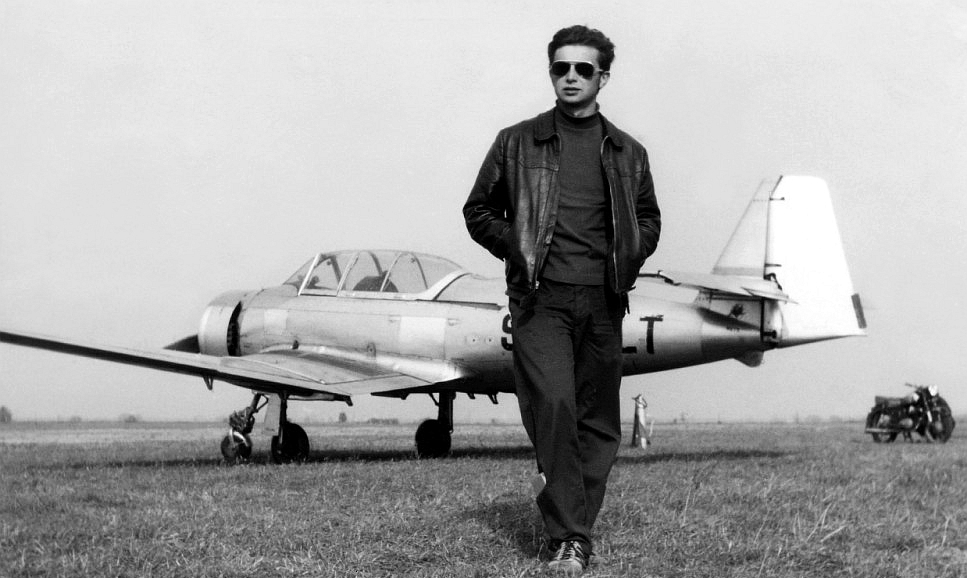
Henryk Bronowicki sfotografowany przed samolotem PZL TS-8 Bies. Na zdjęciu ma 23 lata, był wówczas najmłodszym instruktorem samolotowym w Polsce. Fot. Archiwum Henryka Bronowickiego.

W roku 1970 przeszedł do pracy z półmontażu samolotów do kontroli technicznej montażu ostatecznego, a po dwóch latach do działu Prób i Badań w Locie. W roku 1972 po wykonaniu 14 skoków ze spadochronem uzyskał III klasę skoczka spadochronowego. Doświadczenie w skokach spadochronowych przydało się już rok później, gdy podczas akrobacji wyczynowej wykonał skok ratowniczy opuszczając samolot Zlin 526F będący w tzw. płaskim korkociągu plecowym (spadochron otworzył się około 150 m nad ziemią). Zawodowo pełnił wówczas funkcję pilota transportowego i zajmował się przebazowywaniem samolotów wyprodukowanych w Mielcu do odbiorców na terenie kraju oraz poza jego granicami.
Po dwóch latach pracy jako pilot transportowy, po ukończeniu szkolenia teoretycznego i praktycznego w roku 1974 w wieku 26 lat zdał egzamin jako pilot doświadczalny II klasy i został zaangażowany w WSK PZL-Mielec w Dziale Prób i Badań w Locie, na stanowisku pilota doświadczalnego. Oblatywał nowo wyprodukowane seryjnie samoloty tłokowe i odrzutowe oraz wykonywał próby w locie na prototypach. Stale podnosił kwalifikacje, wyszkolił się do wykonywania lotów agro, a także do lotów bez widoczności ziemi IFR. W roku 1978 wyszkolił się również na samolotach wielosilnikowych Ił-14, a rok później ukończył studia inżynierskie na Politechnice Rzeszowskiej (specjalność – budowa samolotów). W roku 1979 zdał państwowe egzaminy teoretyczne na uprawnienie pilota doświadczalnego I klasy oraz egzamin praktyczny u Andrzeja Abłamowicza, legendy polskiego lotnictwa sportowego i doświadczalnego. Od tego momentu Henryk Bronowicki jako pilot doświadczalny I klasy miał prawo do oblotu prototypów i wydawania końcowych opinii z prób prototypów dla państwowego organu nadzoru lotniczego.
Henryk Bronowicki realizował również jako pilot kontrakty zagraniczne. W 1974 roku w Nigerii wykonywał loty geofizyczne na samolocie An-2. Następnie w 1978 roku w Egipcie prowadził próby eksploatacyjne prototypu samolotu M-18 Dromader wykonując loty agro na opryski bawełny. Z samolotem M-18 Dromader były również związane loty agro w Syrii w roku 1980. Henryk Bronowicki w 1981 roku uczestniczył także w misji zagranicznej w Wietnamie oblatując po zmontowaniu samoloty An-2. Szkolił tam również grupę wietnamskich pilotów do wykonywania fabrycznych programów oblotów tych maszyn. W latach 1980–1981 brał udział w pokazach lotniczych i różnych wystawach samolotów M-18 Dromader i M-20 Mewa w Moskwie, Wilnie, Mińsku czy Farnborough w Wielkiej Brytanii. W 1984 roku w ramach akwizycji i operacyjnych lotów agro latał w NRD samolotem M-18 Dromader. W ciągu 45 dni wykonał 895 lotów oraz przeszkolił pierwszą grupę niemieckich pilotów – instruktorów na samolot M-18 Dromader. W 1984 roku Henryk Bronowicki przeszkolił się również na wykonywanie lotów na samolotach SB Lim-2 i Lim-5.

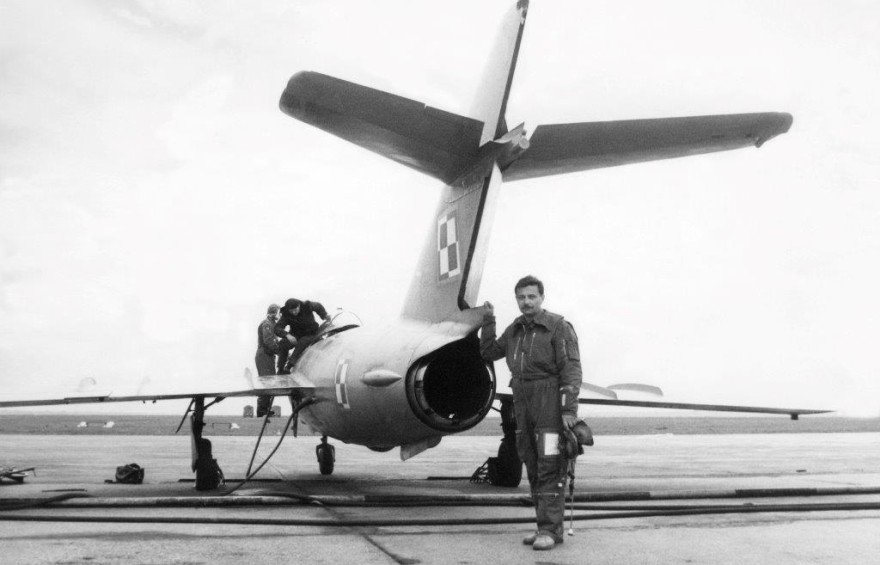
Henryk Bronowicki sfotografowany przy samolocie Lim-5. Fot. Archiwum Henryka Bronowickiego.

## Pilot doświadczalny
W 1983 roku został szefem i pilotem pierwszej doświadczalnej, przeciwpożarowej bazy lotniczej w Krzystkowicach k/ Zielonej Góry (3 samoloty M-18 Dromader oraz samolot patrolowy M-20 Mewa). Na temat lotniczego gaszenia pożarów opracował również kilka publikacji: 
– instrukcji organizacji bazy przeciwpożarowej oraz zasad współpracy z leśnymi służbami i strażą pożarną,

– instrukcji gaszenia pożarów lasów przy użyciu samolotów M-18 Dromader,

– zasad bezpieczeństwa i łączności radiowej,

– programu szkolenia pilotów w gaszeniu pożarów lasów.
Na podstawie tych dokumentów w całej Polsce powstały lotnicze bazy pożarowe.
W 1985 roku brał udział w kolejnej misji zagranicznej, tym razem w Turcji, organizując tam bazę przeciwpożarową. Wyszkolił wówczas także 5 pilotów tureckich do wykonywania lotów przeciwpożarowych na samolotach M-18 Dromader. W 1989 roku był inicjatorem i członkiem założycielem Klubu Pilotów Doświadczalnych. Zaprojektował wzór dwuklasowej Odznaki Pilota Doświadczalnego którą otrzymali tak wybitni piloci doświadczalni jak Bolesław Orliński czy Janusz Żurakowski. W latach 80. był jednym z dwóch cywilnych pilotów doświadczalnych obok inż. Ludwika Natkańca, który miał uprawnienia do oblotu prototypów I-22 Iryda. Po katastrofie pierwszego prototypu Irydy w roku 1988 wykonał oblot drugiego prototypu, a w roku 1989 oblatał trzeci prototyp tej maszyny. Uczestniczył aktywnie w próbach tego samolotu w latach 1985–1996. Wykonał również obloty prototypów samolotów M-28 Skytruck i An-28 Bryza.

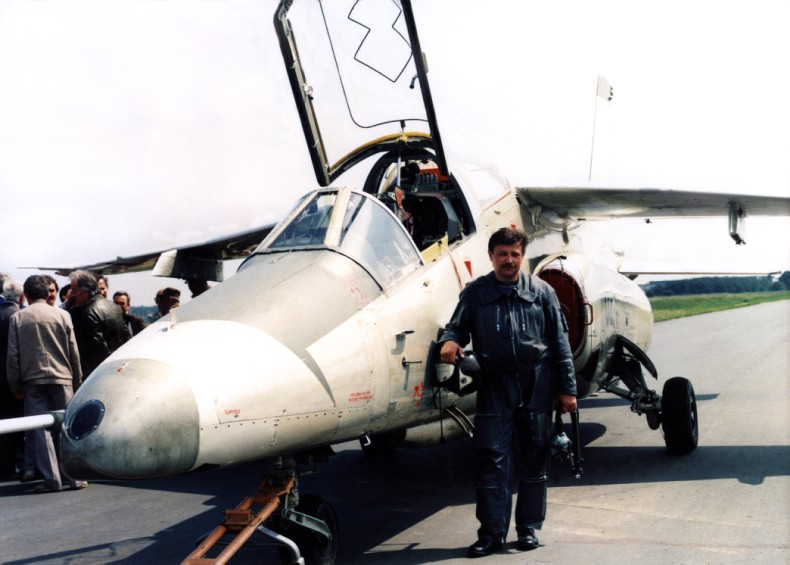
Henryk Bronowicki sfotografowany po oblocie drugiego prototypu samolotu PZL I-22 Iryda. Fot. Archiwum Henryka Bronowickiego.

W 1994 roku brał udział w akcji promocyjnej samolotu M-28 Skytruck wykonując jego prototypem przelot przez Grenlandię i Kanadę do USA, a następnie demonstrował samolot w krajach Ameryki Środkowej i Ameryki Południowej. W dziewiętnastu krajach wykonał ponad 100 lotów pokazowych. Po sześciu miesiącach i przeleceniu ponad 65 tysięcy kilometrów wrócił tym samym samolotem do Mielca na dokończenie prób certyfikacyjnych. W 1997 roku w Szczecinie w firmie Aerogryf prowadził szkolenie grupy pilotów na samolotach AN-28 i M-28 Skytruck zakończone wykonywaniem lotów z pocztą w nocy.
W swojej karierze pilota doświadczalnego w próbach różnych prototypów wykonywał najbardziej ryzykowne loty próbne z tzw. maksymalnymi współczynnikami niebezpieczeństwa (próby flatterowe, loty z max. prędkościami Vd itp.). Przeżył kilka wypadków lotniczych (zawsze bez obrażeń) i kilkanaście tzw. „przesłanek do wypadków” zakończonych szczęśliwymi lądowaniami. Pracę w PZL-Mielec zakończył w 1997 roku po czym przeszedł do lotnictwa komunikacyjnego. W latach 1997–2004 pracował jako pilot liniowy w firmie Eurolot w Warszawie, od 1999 roku na stanowisku kapitana. Na emeryturę przeszedł w 2004 roku w wieku 56 lat. Jako pilot doświadczalny, wykonując pierwsze loty oblatał 488 nowo wyprodukowanych samolotów seryjnych: tłokowych, turbośmigłowych i odrzutowych takich jak: An-2, TB-9 Socata, M-18 Dromader, M-20 Mewa, M-26 Iskierka, An-28, M-28 Skytruck, M-28 Bryza, M-15 Belfegor, TS -11 Iskra, I-22 Iryda. Wykonał ponad 14 tys. lotów na 56 statkach powietrznych jako dowódca, w czasie 9562 godzin, w tym 3283 godziny w lotach doświadczalnych.
Jest autorem autobiografii - „Henryk Bronowicki - Pilot doświadczalny".
Na platformie YouTube znajdują się wspomnienia, nagrane w latach 2022-2023. Dostępne są pod adresem: https://www.youtube.com/@henrykbronowicki-fabrycznypilo